# Akpatokön
Akpatokön är en av Kanadas arktiska öar i territoriet Nunavut. Det är den största ön (903 km²) i Ungavabukten vid Québecs nordkust. Ön har fått sin namn efter Akpat, dvs spetsbergsgrisslan som lever klipphyllorna som kantar ön.
Ön består till större delen av kalksten och dess kuster består av branta klippor som reser sig 150–200 meter över havet. Här och där är dessa klippor genombrutna av raviner genom vilka man kan nå platån i öns inre. Platån är 23 km bred och 45 km lång.
I öns södra ände finns arkeologiska lämningar efter bosättning från dorsetkulturen.